# Tony Awards 1949
Die Verleihung der 3. Tony Awards 1949 (3rd Tony Awards) fand am 24. April 1949 im Großen Ballsaal des Hotels Waldorf Astoria in New York City statt und wurde live von den Radiosendern WOR (AM) und Mutual Broadcasting System übertragen. Moderatoren waren Brock Pemberton und James Sauter. Ausgezeichnet wurden Theaterstücke und Musicals der Saison 1948/49, die am Broadway ihre Erstaufführung hatten.

## Hintergrund
Die Antoinette Perry Awards for Excellence in Theatre, oder besser bekannt als Tony Awards, werden seit 1947 jährlich in zahlreichen Kategorien für herausragende Leistungen bei Broadway-Produktionen und -Aufführungen der letzten Theatersaison vergeben. Zusätzlich werden verschiedene Sonderpreise, z. B. der Regional Theatre Tony Award, verliehen. Benannt ist die Auszeichnung nach Antoinette Perry. Sie war 1940 Mitbegründerin des wiederbelebten und überarbeiteten American Theatre Wing (ATW). Die Preise wurden nach ihrem Tod im Jahr 1946 vom ATW zu ihrem Gedenken gestiftet und werden bei einer jährlichen Zeremonie in New York City überreicht.

## Gewinner

### Künstlerische Produktion
| Kategorie           | Preisträger                                                                | Theaterstück bzw. Musical         | Nominierungen |
| Bestes Theaterstück | Arthur Miller                                                              | Death of a Salesman               |               |
| Bestes Musical      | Cole Porter (Musik und Liedtexte), Bella Spewack und Samuel Spewack (Buch) | Kiss Me, Kate                     |               |
| Bester Autor        | Arthur Miller Bella Spewack und Samuel Spewack                             | Death of a Salesman Kiss Me, Kate |               |
| Bester Produzent    | Kermit Bloomgarden und Walter Fried Saint Subber und Lemuel Ayers          | Death of a Salesman Kiss Me, Kate |               |

### Künstlerische Leistung
| Kategorie                            | Preisträger    | Theaterstück bzw. Musical | Nominierungen |
| Bester Hauptdarsteller Theaterstück  | Rex Harrison   | Anne of the Thousand Days |               |
| Beste Hauptdarstellerin Theaterstück | Martita Hunt   | The Madwoman of Chaillot  |               |
| Bester Hauptdarsteller Musical       | Ray Bolger     | Where's Charley?          |               |
| Beste Hauptdarstellerin Musical      | Nanette Fabray | Love Life                 |               |
| Bester Nebendarsteller               | Arthur Kennedy | Death of a Salesman       |               |
| Beste Nebendarstellerin              | Shirley Booth  | Goodbye, My Fancy         |               |

### Künstlerische Gestaltung
| Kategorie                         | Preisträger    | Theaterstück bzw. Musical                                                                         | Nominierungen |
| Bestes Bühnenbild                 | Jo Mielziner   | Sleepy Hollow, Summer and Smoke, Anne of the Thousand Days, Death of a Salesman und South Pacific |               |
| Beste Choreographie               | Gower Champion | Lend an Ear                                                                                       |               |
| Bester Dirigent und Musikdirektor | Max Meth       | As the Girls Go                                                                                   |               |
| Beste Kostüme                     | Lemuel Ayers   | Kiss Me, Kate                                                                                     |               |
| Beste Originalmusik               | Cole Porter    | Kiss Me, Kate                                                                                     |               |
| Beste Regie                       | Elia Kazan     | Death of a Salesman                                                                               |               |

### Sonderpreise
1949 wurden keine Sonderpreise vergeben.

## Statistiken

### Mehrfache Gewinne
- 6 Gewinne: Death of a Salesman
- 5 Gewinne: Kiss Me, Kate
- 2 Gewinne: Anne of the Thousand Days